# آلي بليك
آلي بليك (بالإنجليزية: Ally Blake)‏ هي كاتِبة أسترالية، ولدت في القرن العشرين في كوينزلاند في أستراليا.